# Primeira Liga 2017
In 2017 werd de tweede editie van de Primeira Liga gespeeld voor clubs uit de Braziliaanse Regio Zuid en clubs uit de staten Rio de Janeiro, Minas Gerais en Ceará. De competitie werd gespeeld van 22 januari tot 4 oktober. Londrina werd kampioen. 

## Eerste fase

### Groep A
| Plaats | Club              | Wed. | W | G | V | Saldo | Ptn. |
| ------ | ----------------- | ---- | - | - | - | ----- | ---- |
| 1.     | Internacional     | 3    | 3 | 0 | 0 | 6:2   | 9    |
| 2.     | Fluminense        | 3    | 1 | 1 | 1 | 4:4   | 4    |
| 3.     | Brasil de Pelotas | 3    | 1 | 1 | 1 | 4:4   | 4    |
| 4.     | Criciúma          | 3    | 0 | 0 | 3 | 4:8   | 0    |

|  | Geplaatst voor tweede fase |

### Groep B
| Plaats | Club            | Wed. | W | G | V | Saldo | Ptn. |
| ------ | --------------- | ---- | - | - | - | ----- | ---- |
| 1.     | Flamengo        | 3    | 2 | 1 | 0 | 3:0   | 7    |
| 2.     | Grêmio          | 3    | 1 | 1 | 1 | 2:3   | 4    |
| 3.     | Ceará           | 3    | 0 | 3 | 0 | 1:1   | 3    |
| 4.     | América Mineiro | 3    | 0 | 1 | 2 | 0:2   | 1    |

|  | Geplaatst voor tweede fase |

### Groep C
| Plaats | Club             | Wed. | W | G | V | Saldo | Ptn. |
| ------ | ---------------- | ---- | - | - | - | ----- | ---- |
| 1.     | Cruzeiro         | 3    | 2 | 1 | 0 | 3:0   | 7    |
| 2.     | Atlético Mineiro | 3    | 1 | 1 | 1 | 4:3   | 4    |
| 3.     | Chapecoense      | 3    | 0 | 2 | 1 | 2:4   | 2    |
| 4.     | Joinville        | 3    | 0 | 2 | 1 | 0:2   | 2    |

|  | Geplaatst voor tweede fase |

### Groep D
| Plaats | Club        | Wed. | W | G | V | Saldo | Ptn. |
| ------ | ----------- | ---- | - | - | - | ----- | ---- |
| 1.     | Londrina    | 3    | 3 | 0 | 0 | 4:1   | 9    |
| 2.     | Paraná      | 3    | 1 | 1 | 1 | 3:2   | 4    |
| 3.     | Figueirense | 3    | 0 | 2 | 1 | 1:2   | 2    |
| 4.     | Avaí        | 3    | 0 | 1 | 2 | 1:4   | 1    |

|  | Geplaatst voor tweede fase |

### Tweede fase
In geval van gelijkspel worden er strafschoppen genomen, tussen haakjes weergegeven
|  | kwartfinale      | kwartfinale      |                  |       | halve finale | halve finale |  |  | finale | finale |
|  |                  |                  |                  |       |              |              |  |  |        |        |
|  |                  |                  |                  |       |              |              |  |  |        |        |
|  |                  |                  |                  |       |              |              |  |  |        |        |
|  |                  |                  |                  |       |              |              |  |  |        |        |
|  | Londrina         | 2                |                  |       |              |              |  |  |        |        |
|  | Londrina         | 2                |                  |       |              |              |  |  |        |        |
|  | Fluminense       | 0                |                  |       |              |              |  |  |        |        |
|  | Fluminense       | 0                | Londrina         | 2 (3) |              |              |  |  |        |        |
|  |                  |                  | Londrina         | 2 (3) |              |              |  |  |        |        |
|  |                  | Cruzeiro         | 2 (1)            |       |              |              |  |  |        |        |
|  | Cruzeiro         | Cruzeiro         | 2 (1)            | 2     |              |              |  |  |        |        |
|  | Cruzeiro         |                  |                  | 2     |              |              |  |  |        |        |
|  | Grêmio           | 0                |                  |       |              |              |  |  |        |        |
|  | Grêmio           | 0                | Londrina         | 0 (4) |              |              |  |  |        |        |
|  |                  |                  | Londrina         | 0 (4) |              |              |  |  |        |        |
|  |                  | Atlético Mineiro | 0 (2)            |       |              |              |  |  |        |        |
|  | Internacional    | Atlético Mineiro | 0 (2)            | 0     |              |              |  |  |        |        |
|  | Internacional    |                  |                  | 0     |              |              |  |  |        |        |
|  | Atlético Mineiro | 1                |                  |       |              |              |  |  |        |        |
|  | Atlético Mineiro | 1                | Atlético Mineiro | 1     |              |              |  |  |        |        |
|  |                  |                  | Atlético Mineiro | 1     |              |              |  |  |        |        |
|  |                  | Paraná           | 0                |       |              |              |  |  |        |        |
|  | Flamengo         | Paraná           | 0                | 1 (4) |              |              |  |  |        |        |
|  | Flamengo         |                  |                  | 1 (4) |              |              |  |  |        |        |
|  | Paraná           | 1 (5)            |                  |       |              |              |  |  |        |        |
|  | Paraná           | 1 (5)            |                  |       |              |              |  |  |        |        |

Details finale
|                  |                                 |       |                                           |                                                                                         |
| 4 oktober Finale | Londrina                        | 0 - 0 | Atlético Mineiro                          | Estádio do Café, Londrina Toeschouwers: 15.735 Scheidsrechter: Bráulio da Silva Machado |
| 4 oktober Finale |                                 |       |                                           | Estádio do Café, Londrina Toeschouwers: 15.735 Scheidsrechter: Bráulio da Silva Machado |
| 4 oktober Finale | Strafschoppen                   |       |                                           | Estádio do Café, Londrina Toeschouwers: 15.735 Scheidsrechter: Bráulio da Silva Machado |
| 4 oktober Finale | Jumar Edson Silva Ayrton Dirceu | 4 - 2 | Fábio Santos Robinho Clayton Rafael Moura | Estádio do Café, Londrina Toeschouwers: 15.735 Scheidsrechter: Bráulio da Silva Machado |

| Londrina | Atlético Mineiro |

### Kampioen
| Primeira Liga do Brasil 2017 |
| Paraná                       |
| ---------------------------- |
| LONDRINA Kampioen (1° titel) |